# Igúzquiza
Igúzquiza település Spanyolországban, Navarra autonóm közösségben. Igúzquiza Allín, Abáigar, Villamayor de Monjardín, Ayegui, Metauten, Dicastillo és Luquin községekkel határos. Lakosainak száma 302 fő (2024).

## Népesség
A település népessége az elmúlt években az alábbi módon változott:
| Lakosok száma | 351  | 357  | 350  | 345  | 336  | 333  | 338  | 325  | 307  | 302  |
|               | 2001 | 2004 | 2007 | 2009 | 2012 | 2014 | 2017 | 2019 | 2022 | 2024 |